# Dialeurodes citri
Dialeurodes citri es un hemíptero de la familia Aleyrodidae, con una subfamilia: Aleyrodinae.
Fue descrita científicamente por primera vez por Ashmead en 1885.